# LFF Supertaurė 2020
La 20ª edizione della LFF Supertaurė si è svolta il 29 febbraio 2020 alla Sportima Arena, impianto coperto, di Vilnius tra il Sūduva, vincitore della A Lyga 2019 e della Coppa di Lituania 2019, e lo Žalgiris, secondo classificato in A Lyga 2019.
Lo Žalgiris ha conquistato il trofeo per l'ottava volta nella sua storia.

## Tabellino
| Arbitro: | Rumšas |

|  |           |            |
|  | Marcatori | 88’ Kuklys |